# Haluk Kurosman
Haluk Kurosman (1975. március 1., Isztambul) török zenei producer, a GRGDN kiadó/menedzsment társtulajdonosa (tulajdonostársa Hadi Elazzi). Több sikeres török előadó albumához járult hozzá, a produkciós feladatok mellett hangmérnöki feladatokat is ellát (mix, mastering), illetve zenészként, dalszövegíróként és zeneszerzőként is közreműködik a felvételeken.
Kurosman 15 évesen kezdett gitározni, kamaszként saját együttese volt, amiben énekelt is. 23 évesen döntötte el, hogy producerként szeretne dolgozni. Tanulmányait a híres Deutsche Schule Istanbul középiskolában végezte, majd a Marmara Egyetem német nyelvű üzleti menedzsment szakán diplomázott. Később a kanadai Ontario Institute of Audio Recording Technology (OIART) audiomérnököket képző magánintézmény hallgatója lett, 1999-ben végzett, mint az intézmény „talán legbrilliánsabb hallgatója az alapítás óta”. Az OIART emiatt ösztöndíjat nevezett el róla, melyet minden évben a legkiválóbban teljesítő hallgató kap.
2011-ben kilépett a GRGDN-ből és azóta független producerként dolgozik.

## Munkái
Haluk Kurosman munkái között van a maNga aranylemezes albuma, illetve Emre Aydın nagy sikerű, több díjat nyert Afili Yalnızlık című lemeze is. 2002-ben a Sing Your Song  elnevezésű televíziós tehetségkutató verseny producere volt (itt fedezték fel a maNgát és Emre Aydınt is).
| Év   | Előadó / Lemez                 |
| ---- | ------------------------------ |
| 2003 | 6. Cadde / 6. Cadde            |
| 2004 | Gripin / Hikayeler Anlatıldı   |
| 2004 | maNga / maNga                  |
| 2005 | Gripin / Hikayeler Anlatildi 2 |
| 2005 | Vega / Hafif Müzik             |
| 2006 | maNga/ maNga+                  |
| 2006 | Emre Aydın/ Afili Yalnızlık    |
| 2007 | Gripin / Gripin                |
| 2009 | maNga / Şehr-i Hüzün           |
| 2010 | Gripin / MS. 05.03.2010.       |

## Külső hivatkozások
- Haluk Kurosman Myspace
- GRGDN hivatalos honlap